# جوزيف باوتشر
جوزيف باوتشر هو سياسي كندي، ولد في 30 ديسمبر 1747، وتوفي في 28 نوفمبر 1813.